# Penstemon saltarius
Penstemon saltarius är en grobladsväxtart som beskrevs av Crosswhite. Penstemon saltarius ingår i släktet penstemoner, och familjen grobladsväxter. Inga underarter finns listade i Catalogue of Life.